# Tipula (Lunatipula) adusta lucistriata
Tipula (Lunatipula) adusta lucistriata is een ondersoort van de tweevleugelige Tipula (Lunatipula) adusta uit de familie langpootmuggen (Tipulidae). De ondersoort komt voor in het Palearctisch gebied.